# Marcel Thull
Pour les articles homonymes, voir Thull.
Marcel Thull (né le 24 mars 1951 à Tétange, au Luxembourg) est un ancien coureur cycliste luxembourgeois, professionnel en 1977. Il est un plus jeune frère de Roger Thull.

## Palmarès
- 1973
  - 2e du championnat du Luxembourg sur route amateurs
- 1974
  - 2e du championnat du Luxembourg sur route amateurs
- 1975
  - Ernst-Sachs-Gedächtnis-Rennen
  - 2e du Grand Prix François-Faber
  - 3e du Grand Prix Felix Melchior
- 1976
  -  Champion du Luxembourg sur route amateurs
- 1977
  - 2e du championnat du Luxembourg sur route